# Eriocaulon tutidae
Eriocaulon tutidae är en gräsväxtart som beskrevs av Yoshisuke Satake. Eriocaulon tutidae ingår i släktet Eriocaulon och familjen Eriocaulaceae. Inga underarter finns listade i Catalogue of Life.